# Veliki Orehek
Veliki Orehek je naselje v Občini Novo mesto.